# Poxin, Hainan
Poxin är en köpinghuvudort i Kina. Den ligger i provinsen Hainan, i den södra delen av landet, omkring 87 kilometer söder om provinshuvudstaden Haikou. Antalet invånare är 10 274. Befolkningen består av 4 810 kvinnor och 5 464 män. Barn under 15 år utgör 24,0 %, vuxna 15-64 år 65 %, och äldre över 65 år 9,0 %.
Runt Poxin är det ganska tätbefolkat, med 199 invånare per kvadratkilometer. Närmaste större samhälle är Tuncheng, 7,0 km norr om Poxin. I omgivningarna runt Poxin växer huvudsakligen savannskog.
Genomsnittlig årsnederbörd är 2 294 millimeter. Den regnigaste månaden är september, med i genomsnitt 368 mm nederbörd, och den torraste är januari, med 20 mm nederbörd.